# Unterwaltersberg
Unterwaltersberg (mundartlich: Waltərschberg) ist ein Gemeindeteil der bayerisch-schwäbischen Großen Kreisstadt Lindau (Bodensee).

## Geografie
Die Einöde liegt circa 5,5 Kilometer nordwestlich der Lindauer Insel. Südlich der Ortschaft befindet sich Unterreitnau.

## Ortsname
Der Ortsname stammt vom mittelhochdeutschen Personennamen Waldher bzw. Waldin. Möglich ist auch das mittelhochdeutsche Wort walt für Wald für Waldesberg, Berg mit Wald. Mit dem Präfix bedeutet der Ortsname unterhalb Waltersberg gelegene Siedlung.

## Geschichte
Unterwaltersberg wurde erstmals urkundlich im Jahr 1626 als Flurname Waltersberg bei Unterreitnau erwähnt. Ab dem Jahr 1885 ist der Ort mit einem Haus im Ortsverzeichnis vermerkt. Der Ort gehörte einst zur Gemeinde Unterreitnau, die 1971 in der Gemeinde Reitnau aufging, welche ihrerseits 1976 in die Stadt Lindau eingemeindet wurde. Die Bezeichnung des Orts mit dem Präfix „Unter-“ kam nach der Zusammenlegung der Gemeinden Unter- und Oberreitnau auf, um Verwechslungen mit dem Gemeindeteil Waltersberg in der Gemarkung Oberreitnau zu vermeiden.